# Rearea
Rearea är glädjens gudinna inom Tahitis mytologi. 